# Magyar országos rekordok listája 400 méteres gyorsúszásban
Ez a lista az 400 méteres gyorsúszásban elért felnőtt magyar csúcsokat tartalmazza.

## Hosszú pálya

### Férfiak
| A férfi 400 méteres gyorsúszás magyar csúcsai (50 méteres medence)                         | A férfi 400 méteres gyorsúszás magyar csúcsai (50 méteres medence) | A férfi 400 méteres gyorsúszás magyar csúcsai (50 méteres medence) | A férfi 400 méteres gyorsúszás magyar csúcsai (50 méteres medence) | A férfi 400 méteres gyorsúszás magyar csúcsai (50 méteres medence) | A férfi 400 méteres gyorsúszás magyar csúcsai (50 méteres medence) | A férfi 400 méteres gyorsúszás magyar csúcsai (50 méteres medence) | A férfi 400 méteres gyorsúszás magyar csúcsai (50 méteres medence) |
| Idő                                                                                        | Név                                                                | Egyesület                                                          | Dátum                                                              | Helyszín                                                           | Esemény                                                            | Megjegyzés                                                         | Forrás                                                             |
| ------------------------------------------------------------------------------------------ | ------------------------------------------------------------------ | ------------------------------------------------------------------ | ------------------------------------------------------------------ | ------------------------------------------------------------------ | ------------------------------------------------------------------ | ------------------------------------------------------------------ | ------------------------------------------------------------------ |
| 5:30,6                                                                                     | Las Torres Béla                                                    | MAC                                                                | 1909. 10. 02.                                                      | Magdeburg, Németország                                             |                                                                    | 25 méteres medence                                                 | [ 1 ] [ 2 ]                                                        |
| 5:29,0                                                                                     | Kenyery Alajos                                                     | MAFC                                                               | 1912. 04. 21.                                                      | Magdeburg, Németország                                             |                                                                    | 25 méteres medence                                                 | [ 1 ] [ 3 ]                                                        |
| 5:28,4                                                                                     | Las Torres Béla                                                    | MAC                                                                | 1912. 07. 05.                                                      | Budapest, Magyarország                                             |                                                                    | 35 méteres medence                                                 | [ 1 ]                                                              |
| 5:25,6                                                                                     | Las Torres Béla                                                    | MAC                                                                | 1912. ??.                                                          | Budapest, Magyarország                                             |                                                                    | 35 méteres medence                                                 | [ 1 ]                                                              |
| 5:24,6                                                                                     | Eperjessy Béla                                                     | MAFC                                                               | 1923. 06. 02.                                                      | Budapest, Magyarország                                             | A MAC versenye                                                     | 35 méteres medence                                                 | [ 1 ] [ 4 ]                                                        |
| 5:21,2                                                                                     | Szigritz Géza                                                      | MOVE Eger SE                                                       | 1928. 07. 21.                                                      | Budapest, Magyarország                                             | magyar bajnokság                                                   | 50 méteres medence                                                 | [ 1 ] [ 5 ]                                                        |
| 5:17,6                                                                                     | Bárány István                                                      | MOVE Eger SE                                                       | 1929. 06. 02.                                                      | Pécs, Magyarország                                                 | A PAC versenye                                                     | 50 méteres medence                                                 | [ 1 ] [ 6 ]                                                        |
| 5:16,2                                                                                     | Bárány István                                                      | MOVE Eger SE                                                       | 1929. 07. 21.                                                      | Bologna, Olaszország                                               | olasz-magyar viadal                                                | 50 méteres medence                                                 | [ 1 ] [ 7 ]                                                        |
| 5:16,0                                                                                     | Halassy Olivér                                                     | Újpesti TE                                                         | 1929. 08. 03.                                                      | Budapest, Magyarország                                             | magyar bajnokság                                                   | 50 méteres medence                                                 | [ 1 ] [ 8 ]                                                        |
| 5:15,8                                                                                     | Halassy Olivér                                                     | Újpesti TE                                                         | 1930. 12. 08.                                                      | Budapest, Magyarország                                             | magyar-osztrák viadal                                              | 33 méteres medence                                                 | [ 1 ] [ 9 ]                                                        |
| 5:13,4                                                                                     | Bárány István                                                      | MOVE Eger SE                                                       | 1931. 05. 24.                                                      | Eger, Magyarország                                                 | MESE-EWASC viadal                                                  | 50 méteres medence                                                 | [ 1 ] [ 10 ]                                                       |
| 5:00,6                                                                                     | Bárány István                                                      | MOVE Eger SE                                                       | 1931. 05. 30.                                                      | Budapest, Magyarország                                             | A MUSZ versenye                                                    | 33 méteres medence                                                 | [ 1 ] [ 11 ]                                                       |
| 4:59,2                                                                                     | Lengyel Árpád                                                      | BEAC                                                               | 1934. 11. 30.                                                      | Budapest, Magyarország                                             |                                                                    | 33 méteres medence                                                 | [ 1 ]                                                              |
| 4:57,8                                                                                     | Lengyel Árpád                                                      | BEAC                                                               | 1935. 05. 21.                                                      | Budapest, Magyarország                                             |                                                                    | 33 méteres medence                                                 | [ 1 ]                                                              |
| 4:54,0                                                                                     | Lengyel Árpád                                                      | BEAC                                                               | 1937. 05. 21.                                                      | Budapest, Magyarország                                             |                                                                    | 33 méteres medence                                                 | [ 1 ]                                                              |
| 4:47,0                                                                                     | Gróf Ödön                                                          | Újpesti TE                                                         | 1937. 05. 30.                                                      | Tunisz, Tunézia                                                    |                                                                    | 25 méteres medence                                                 | [ 1 ] [ 12 ]                                                       |
| 4:46,4                                                                                     | Tátos Nándor                                                       | Ferencvárosi TC                                                    | 1941. 08. 29.                                                      | Norrköping, Svédország                                             | Európa-rekord                                                      | 25 méteres medence                                                 | [ 1 ] [ 13 ]                                                       |
| 4:45,4                                                                                     | Csordás György                                                     | Ferencvárosi TC                                                    | 1949. 07. 24.                                                      | Budapest, Magyarország                                             | magyar bajnokság                                                   | 50 méteres medence                                                 | [ 1 ] [ 14 ]                                                       |
| 4:45,2                                                                                     | Kádas Géza                                                         | Egri Barátság                                                      | 1950. 09. 03.                                                      | Budapest, Magyarország                                             | magyar bajnokság                                                   | 50 méteres medence                                                 | [ 1 ] [ 15 ]                                                       |
| 4:41,6                                                                                     | Csordás György                                                     | Bp. Kinizsi                                                        | 1951. 05. 06.                                                      | Moszkva, Szovjetunió                                               |                                                                    | 25 méteres medence                                                 | [ 1 ] [ 16 ]                                                       |
| 4:41,1                                                                                     | Nyéki Imre                                                         | Bp. Honvéd                                                         | 1953. 05. 24.                                                      | Budapest, Magyarország                                             | A Bp. Vasas versenye                                               | 50 méteres medence                                                 | [ 1 ] [ 17 ]                                                       |
| 4:39,1                                                                                     | Nyéki Imre                                                         | Bp. Honvéd                                                         | 1953. 07. 26.                                                      | Budapest, Magyarország                                             | magyar bajnokság                                                   | 50 méteres medence                                                 | [ 1 ] [ 18 ]                                                       |
| 4:38,8                                                                                     | Csordás György                                                     | Bp. Kinizsi                                                        | 1954. 09. 04.                                                      | Torino, Olaszország                                                | Európa-bajnokság                                                   | 50 m, első hely                                                    | [ 1 ] [ 19 ]                                                       |
| 4:37,2                                                                                     | Nyéki Imre                                                         | Bp. Honvéd                                                         | 1955. 09. 17.                                                      | Karlsruhe, NSZK                                                    |                                                                    | 25 méteres medence                                                 | [ 1 ] [ 20 ]                                                       |
| 4:35,9                                                                                     | Záborszky Sándor                                                   | Bp. Kinizsi                                                        | 1956. 06. 16.                                                      | Budapest, Magyarország                                             | Béke kupa                                                          |                                                                    | [ 21 ]                                                             |
| 4:35,7                                                                                     | Záborszky Sándor                                                   | Bp. Kinizsi                                                        | 1956. 07. 15.                                                      | Párizs, Franciaország                                              | nemzetközi verseny                                                 | 50 méteres medence                                                 | [ 1 ] [ 22 ]                                                       |
| 1957. május 1-től csak az 50 méteres medencében elért eredményeket hitelesítik rekordként. |                                                                    |                                                                    |                                                                    |                                                                    |                                                                    |                                                                    |                                                                    |
| 4:34,9                                                                                     | Katona József                                                      | Egri Dózsa                                                         | 1960. 05. 01.                                                      | Eger, Magyarország                                                 | Az Egri Vasas versenye                                             |                                                                    | [ 1 ] [ 23 ]                                                       |
| 4:32,4                                                                                     | Katona József                                                      | Egri Dózsa                                                         | 1960. 06. 19.                                                      | Berlin, NDK                                                        | NDK-Magyarország viadal                                            |                                                                    | [ 1 ] [ 24 ]                                                       |
| 4:32,3                                                                                     | Katona József                                                      | Egri Dózsa                                                         | 1960. 07. 31.                                                      | Budapest, Magyarország                                             | magyar bajnokság                                                   |                                                                    | [ 1 ] [ 25 ]                                                       |
| 4:29,5                                                                                     | Katona József                                                      | Egri Dózsa                                                         | 1960. 08. 30.                                                      | Róma, Olaszország                                                  | olimpiai játékok                                                   | a selejtezőben                                                     | [ 1 ] [ 26 ]                                                       |
| 4:28,7                                                                                     | Katona József                                                      | Egri Dózsa                                                         | 1963. 09. 20.                                                      | Budapest, Magyarország                                             | magyar bajnokság                                                   |                                                                    | [ 1 ] [ 27 ]                                                       |
| 4:24,7                                                                                     | Katona József                                                      | Egri Dózsa                                                         | 1964. 08. 08.                                                      | Budapest, Magyarország                                             | magyar-svéd úszóviadal                                             |                                                                    | [ 1 ] [ 28 ]                                                       |
| 4:22,0                                                                                     | Katona József                                                      | Egri Dózsa                                                         | 1964. 09. 12.                                                      | Budapest, Magyarország                                             | magyar-francia úszóviadal                                          |                                                                    | [ 1 ] [ 29 ]                                                       |
| 4:19,5                                                                                     | Borlói Mátyás                                                      | Újpesti Dózsa                                                      | 1969. 03. 20.                                                      | Minszk, Szovjetunió                                                | Komszomolszkaja Pravda verseny                                     |                                                                    | [ 30 ] [ 31 ]                                                      |
| 4:16,0                                                                                     | Borlói Mátyás                                                      | Újpesti Dózsa                                                      | 1969. 08. 23.                                                      | Würzburg, NSZK                                                     | Európa-kupa                                                        |                                                                    | [ 30 ] [ 32 ]                                                      |
| 4:13,5                                                                                     | Hargitay András                                                    | KSI                                                                | 1970. 08. 20.                                                      | Budapest, Magyarország                                             | magyar bajnokság                                                   |                                                                    | [ 30 ] [ 33 ]                                                      |
| 4:11,9                                                                                     | Hargitay András                                                    | KSI                                                                | 1971. 04. 10.                                                      | Kecskemét, Magyarország                                            | magyar-NSZK-svéd viadal                                            |                                                                    | [ 30 ] [ 34 ]                                                      |
| 4:09,7                                                                                     | Hargitay András                                                    | KSI                                                                | 1973. 07. 21.                                                      | Budapest, Magyarország                                             | magyar-angol viadal                                                |                                                                    | [ 35 ] [ 36 ]                                                      |
| 04:08,77                                                                                   | Hargitay András                                                    | KSI                                                                | 1975. 03. 31.                                                      | London, Egyesült Királyság                                         | Coca-Cola verseny                                                  |                                                                    | [ 37 ] [ 38 ]                                                      |
| 04:08,49                                                                                   | Nagy Sándor                                                        | Gyulai SK                                                          | 1975. 08. 08.                                                      | Genf, Svájc                                                        | ifjúsági Európa-bajnokság                                          | első hely                                                          | [ 37 ] [ 39 ]                                                      |
| 04:07,27                                                                                   | Verrasztó Zoltán                                                   | KSI                                                                | 1976. 03. 19.                                                      | Kecskemét, Magyarország                                            | magyar bajnokság                                                   |                                                                    | [ 40 ]                                                             |
| 04:07,10                                                                                   | Wladár Zoltán                                                      | KSI                                                                | 1976. 06. 06.                                                      | Graz, Ausztria                                                     |                                                                    | 800 m gyorson                                                      | [ 41 ]                                                             |
| 04:04,39                                                                                   | Wladár Zoltán                                                      | KSI                                                                | 1976. 06. 19.                                                      | Budapest, Magyarország                                             | Budapest-bajnokság                                                 |                                                                    | [ 42 ]                                                             |
| 04:00,02                                                                                   | Nagy Sándor                                                        | Gyulai SK                                                          | 1976. 07. 22.                                                      | Montréal, Kanada                                                   | olimpiai játékok                                                   | a selejtezőben                                                     | [ 43 ]                                                             |
| 03:57,81                                                                                   | Nagy Sándor                                                        | Gyulai SK                                                          | 1976. 07. 22.                                                      | Montréal, Kanada                                                   | olimpiai játékok                                                   | a döntőben hatodik lett                                            | [ 44 ]                                                             |
| 03:56,29                                                                                   | Nagy Sándor                                                        | Újpesti Dózsa                                                      | 1978. 08. 24.                                                      | Nyugat-Berlin, NSZK                                                | világbajnokság                                                     | ötödik hely                                                        | [ 45 ] [ 46 ]                                                      |
| 03:55,87                                                                                   | Nagy Sándor                                                        | Újpesti Dózsa                                                      | 1979. 08. 11.                                                      | London, Egyesült Királyság                                         | Európa-kupa                                                        |                                                                    | [ 47 ] [ 48 ]                                                      |
| 03:55,86                                                                                   | Nagy Sándor                                                        | Újpesti Dózsa                                                      | 1981. 09. 10.                                                      | Split, Jugoszlávia                                                 | Európa-bajnokság                                                   |                                                                    | [ 49 ] [ 50 ]                                                      |
| 03:54,79                                                                                   | Szilágyi Zoltán                                                    | Bp. Honvéd                                                         | 1986. 07. 19.                                                      | Budapest, Magyarország                                             | magyar bajnokság                                                   |                                                                    | [ 51 ] [ 52 ]                                                      |
| 03:53,10                                                                                   | Szilágyi Zoltán                                                    | Bp. Honvéd                                                         | 1987. 08. 21.                                                      | Strasbourg, Franciaország                                          | Európa-bajnokság                                                   | a selejtezőben                                                     | [ 53 ] [ 54 ]                                                      |
| 03:52,17                                                                                   | Ágh Norbert                                                        | Bp. Honvéd                                                         | 1989. 07. 16.                                                      | Budapest, Magyarország                                             | magyar bajnokság                                                   |                                                                    | [ 55 ] [ 56 ]                                                      |
| 03:51,55                                                                                   | Szilágyi Zoltán                                                    | BVSC                                                               | 1991. 01. 11.                                                      | Perth, Ausztrália                                                  | világbajnokság                                                     | hatodik lett                                                       | [ 57 ]                                                             |
| 03:51,11                                                                                   | Szabados Béla                                                      | Békéscsabai Előre                                                  | 1997. 05. 19.                                                      | Phoenix, USA                                                       |                                                                    |                                                                    | [ 58 ]                                                             |
| 03:51,02                                                                                   | Kis Gergő                                                          | Rája 94 UK                                                         | 2006. 07. 31.                                                      | Budapest, Magyarország                                             | Európa-bajnokság                                                   | a selejtezőben                                                     | [ 59 ]                                                             |
| 03:50,98                                                                                   | Kis Gergő                                                          | Rája 94 UK                                                         | 2008. 03. 18.                                                      | Eindhoven, Hollandia                                               | Európa-bajnokság                                                   | a selejtezőben                                                     | [ 60 ]                                                             |
| 03:48,71                                                                                   | Kis Gergő                                                          | Rája 94 UK                                                         | 2008. 07. 09.                                                      | Budapest, Magyarország                                             | magyar bajnokság                                                   | a selejtezőben                                                     | [ 61 ]                                                             |
| 03:46,86                                                                                   | Kis Gergő                                                          | Rája 94 UK                                                         | 2009. 03. 27.                                                      | Budapest, Magyarország                                             | Budapest-bajnokság                                                 |                                                                    | [ 62 ]                                                             |
| 03:46,38                                                                                   | Kis Gergő                                                          | Rája 94 UK                                                         | 2009. 06. 26.                                                      | Eger, Magyarország                                                 | magyar bajnokság                                                   |                                                                    | [ 63 ]                                                             |
| 03:45,68                                                                                   | Kis Gergő                                                          | Rája 94 UK                                                         | 2009. 07. 26.                                                      | Róma, Olaszország                                                  | világbajnokság                                                     | a selejtezőben                                                     | [ 64 ]                                                             |
| 03:45,32                                                                                   | Rasovszky Kristóf                                                  | Ferencvárosi TC                                                    | 2025. 04. 10.                                                      | Kaposvár, Magyarország                                             | magyar bajnokság                                                   |                                                                    | [ 65 ]                                                             |

### Nők
| A női 400 méteres gyorsúszás magyar csúcsai (50 méteres medence)                           | A női 400 méteres gyorsúszás magyar csúcsai (50 méteres medence) | A női 400 méteres gyorsúszás magyar csúcsai (50 méteres medence) | A női 400 méteres gyorsúszás magyar csúcsai (50 méteres medence) | A női 400 méteres gyorsúszás magyar csúcsai (50 méteres medence) | A női 400 méteres gyorsúszás magyar csúcsai (50 méteres medence) | A női 400 méteres gyorsúszás magyar csúcsai (50 méteres medence) | A női 400 méteres gyorsúszás magyar csúcsai (50 méteres medence) |
| Idő                                                                                        | Név                                                              | Egyesület                                                        | Dátum                                                            | Helyszín                                                         | Esemény                                                          | Megjegyzés                                                       | Forrás                                                           |
| ------------------------------------------------------------------------------------------ | ---------------------------------------------------------------- | ---------------------------------------------------------------- | ---------------------------------------------------------------- | ---------------------------------------------------------------- | ---------------------------------------------------------------- | ---------------------------------------------------------------- | ---------------------------------------------------------------- |
| 7:03,0                                                                                     | Sipos Margit                                                     | Nemzeti SC                                                       | 1928. 07. 29.                                                    | Budapest, Magyarország                                           | Az NSC versenye                                                  | 50 méteres medence                                               | [ 1 ] [ 66 ]                                                     |
| 6:35,2                                                                                     | Tóth Ilona                                                       | MUE                                                              | 1930. 06. 29.                                                    | Budapest, Magyarország                                           |                                                                  | 50 méteres medence                                               | [ 1 ] [ 67 ]                                                     |
| 6:26,6                                                                                     | Tóth Ilona                                                       | MUE                                                              | 1930. 12. 25.                                                    | Budapest, Magyarország                                           |                                                                  | 33 méteres medence                                               | [ 1 ] [ 68 ]                                                     |
| 6:18,0                                                                                     | Tóth Ilona                                                       | MUE                                                              | 1931. 01. 11.                                                    | Budapest, Magyarország                                           | A MUE versenye                                                   | 33 méteres medence                                               | [ 1 ] [ 69 ]                                                     |
| 6:14,4                                                                                     | Tóth Ilona                                                       | MUE                                                              | 1932. 09. 10.                                                    | Budapest, Magyarország                                           | Budapest-bajnokság                                               | 33 méteres medence                                               | [ 1 ] [ 70 ]                                                     |
| 6:13,0                                                                                     | Tóth Ilona                                                       | MUE                                                              | 1933. 07. 20.                                                    | Split, Jugoszlávia                                               |                                                                  | tengervízben                                                     | [ 1 ] [ 71 ]                                                     |
| 6:06,1                                                                                     | Harsányi Vera                                                    | BSE                                                              | 1936. 09. 16.                                                    | Budapest, Magyarország                                           |                                                                  | 33 méteres medence                                               | [ 1 ]                                                            |
| 5:48,6                                                                                     | Harsányi Vera                                                    | BSE                                                              | 1937. 06. 12.                                                    | Budapest, Magyarország                                           | A MAFC versenye                                                  | 33 méteres medence                                               | [ 1 ] [ 72 ]                                                     |
| 5:45,6                                                                                     | Vámos Adél                                                       | Ferencvárosi TC                                                  | 1941. 07. 12.                                                    | Budapest, Magyarország                                           | A MAC versenye                                                   | 50 méteres medence                                               | [ 1 ] [ 73 ]                                                     |
| 5:39,2                                                                                     | Vámos Adél                                                       | Újpesti TE                                                       | 1946. 07. 27.                                                    | Budapest, Magyarország                                           | Budapest-bajnokság                                               | 50 méteres medence                                               | [ 1 ] [ 74 ]                                                     |
| 5:29,4                                                                                     | Székely Éva                                                      | Neményi MADISZ                                                   | 1947. 05. 24.                                                    | Budapest, Magyarország                                           |                                                                  | 50 méteres medence                                               | [ 1 ] [ 75 ]                                                     |
| 5:28,0                                                                                     | Székely Éva                                                      | Neményi MADISZ                                                   | 1947. 06. 28.                                                    | Budapest, Magyarország                                           | A MMUE és a Vasas versenye                                       | 50 méteres medence                                               | [ 1 ] [ 76 ]                                                     |
| 5:26,0                                                                                     | Székely Éva                                                      | Bp. Lokomotív                                                    | 1949. 07. 03.                                                    | Budapest, Magyarország                                           | A Csepel úszóversenye                                            | 50 méteres medence                                               | [ 1 ] [ 77 ]                                                     |
| 5:24,8                                                                                     | Székely Éva                                                      | Bp. Lokomotív                                                    | 1949. 07. 24.                                                    | Budapest, Magyarország                                           | A Bp. Lokomotív versenye                                         | 50 méteres medence                                               | [ 1 ] [ 78 ]                                                     |
| 5:18,2                                                                                     | Székely Éva                                                      | Bp. Lokomotív                                                    | 1949. 08. 15.                                                    | Budapest, Magyarország                                           | Főiskolai vb                                                     | 50 méteres medence                                               | [ 1 ] [ 79 ]                                                     |
| 5:15,4                                                                                     | Székely Éva                                                      | Bp. Lokomotív                                                    | 1950. 10. 10.                                                    | Budapest, Magyarország                                           | egyéni csúcskísérlet                                             | 33 méteres medence                                               | [ 1 ] [ 80 ]                                                     |
| 5:10,0                                                                                     | Novák Éva                                                        | Bp. Kinizsi                                                      | 1952. 04. 20.                                                    | Moszkva, Szovjetunió                                             |                                                                  | 25 méteres medence                                               | [ 1 ]                                                            |
| 5:08,6                                                                                     | Gyenge Valéria                                                   | Bp. Lokomotív                                                    | 1953. 06. 20.                                                    | Budapest, Magyarország                                           | A Gyárépítők versenye                                            | 50 méteres medence                                               | [ 1 ] [ 81 ]                                                     |
| 5:06,5                                                                                     | Gyenge Valéria                                                   | Bp. Törekvés                                                     | 1955. 09. 03.                                                    | Budapest, Magyarország                                           | nemzetközi verseny                                               | 50 méteres medence                                               | [ 1 ] [ 82 ]                                                     |
| 1957. május 1-től csak az 50 méteres medencében elért eredményeket hitelesítik rekordként. |                                                                  |                                                                  |                                                                  |                                                                  |                                                                  |                                                                  |                                                                  |
| 5:03,7                                                                                     | Takács Katalin                                                   | Újpesti Dózsa                                                    | 1964. 09. 12.                                                    | Budapest, Magyarország                                           | magyar-francia viadal                                            |                                                                  | [ 1 ] [ 29 ]                                                     |
| 5:02,9                                                                                     | Fodor Judit                                                      | Ferencvárosi TC                                                  | 1967. 08. 20.                                                    | Budapest, Magyarország                                           | magyar U20-NDK U20 viadal                                        |                                                                  | [ 30 ] [ 83 ]                                                    |
| 5:02,1                                                                                     | Törzs Mária                                                      | Újpesti Dózsa                                                    | 1968. 08. 02.                                                    | Budapest, Magyarország                                           | ifjúsági Budapest-bajnokság                                      |                                                                  | [ 30 ] [ 84 ]                                                    |
| 4:58,9                                                                                     | Törzs Mária                                                      | Újpesti Dózsa                                                    | 1969. 03. 21.                                                    | Minszk, Szovjetunió                                              | Komszomolszkaja Pravda verseny                                   | az előfutamban                                                   | [ 30 ] [ 85 ]                                                    |
| 4:58,0                                                                                     | Törzs Mária                                                      | Újpesti Dózsa                                                    | 1969. 04. 04.                                                    | Kecskemét, Magyarország                                          | nemzetközi verseny                                               |                                                                  | [ 30 ] [ 86 ]                                                    |
| 4:57,1                                                                                     | Törzs Mária                                                      | Újpesti Dózsa                                                    | 1969. 07. 18.                                                    | Budapest, Magyarország                                           | Budapest-bajnokság                                               |                                                                  | [ 30 ] [ 87 ]                                                    |
| 4:51,3                                                                                     | Gyarmati Andrea                                                  | Ferencvárosi TC                                                  | 1970. 07. 11.                                                    | Budapest, Magyarország                                           | ifjúsági Budapest-bajnokság                                      |                                                                  | [ 30 ] [ 88 ]                                                    |
| 4:48,4                                                                                     | Gyarmati Andrea                                                  | Ferencvárosi TC                                                  | 1971. 07. 04.                                                    | Budapest, Magyarország                                           | Budapest-bajnokság                                               |                                                                  | [ 30 ] [ 89 ]                                                    |
| 4:47,6                                                                                     | Gyarmati Andrea                                                  | Ferencvárosi TC                                                  | 1971. 08. 06.                                                    | Budapest, Magyarország                                           | magyar bajnokság                                                 |                                                                  | [ 30 ] [ 90 ]                                                    |
| 4:47,0                                                                                     | Gyarmati Andrea                                                  | Ferencvárosi TC                                                  | 1972. 07. 29.                                                    | Budapest, Magyarország                                           |                                                                  |                                                                  | [ 30 ] [ 91 ]                                                    |
| 4:44,8                                                                                     | Gyarmati Andrea                                                  | Ferencvárosi TC                                                  | 1973. 08. 04.                                                    | Budapest, Magyarország                                           | magyar bajnokság                                                 |                                                                  | [ 35 ] [ 92 ]                                                    |
| 04:39,64                                                                                   | Lázár Eszter                                                     | Egri Dózsa                                                       | 1974. 07. 13.                                                    | Budapest, Magyarország                                           | junior magyar bajnokság                                          |                                                                  | [ 93 ]                                                           |
| 04:39,53                                                                                   | Lázár Eszter                                                     | Egri Dózsa                                                       | 1974. 07. 19.                                                    | Budapest, Magyarország                                           | magyar bajnokság                                                 |                                                                  | [ 94 ] [ 95 ]                                                    |
| 04:36,30                                                                                   | Lázár Eszter                                                     | Egri Dózsa                                                       | 1975. 04. 05.                                                    | Prága, Csehszlovákia                                             | csehszlovák-skót-magyar B viadal                                 | 800 m gyorson                                                    | [ 37 ] [ 96 ]                                                    |
| 04:33,00                                                                                   | Lázár Eszter                                                     | Egri Dózsa                                                       | 1975. 04. 05.                                                    | Prága, Csehszlovákia                                             | csehszlovák-skót-magyar B viadal                                 |                                                                  | [ 37 ] [ 96 ]                                                    |
| 04:32,56                                                                                   | Schäffer Zsuzsa                                                  | Vasas SC                                                         | 1976. 05. 22.                                                    | Budapest, Magyarország                                           |                                                                  |                                                                  | [ 97 ]                                                           |
| 04:30,51                                                                                   | Schäffer Zsuzsa                                                  | Vasas SC                                                         | 1976. 06. 20.                                                    | Budapest, Magyarország                                           | Budapest-bajnokság                                               |                                                                  | [ 98 ]                                                           |
| 04:28,80                                                                                   | Lázár Eszter                                                     | Egri Dózsa                                                       | 1976. 08. 13.                                                    | London, Egyesült Királyság                                       | Női Európa-kupa                                                  |                                                                  | [ 99 ]                                                           |
| 04:28,37                                                                                   | Schäffer Zsuzsa                                                  | Vasas SC                                                         | 1977. 07. 29.                                                    | Budapest, Magyarország                                           | Ifjúsági magyar bajnokság                                        |                                                                  | [ 100 ]                                                          |
| 04:27,62                                                                                   | Schäffer Zsuzsa                                                  | Vasas SC                                                         | 1978. 06. 17.                                                    | Linz, Ausztria                                                   |                                                                  |                                                                  | [ 45 ] [ 101 ]                                                   |
| 04:25,97                                                                                   | Gulyás Klára                                                     | Bp. Spartacus                                                    | 1979. 03. 31.                                                    | Kelet-Berlin, NDK                                                |                                                                  |                                                                  | [ 47 ] [ 102 ]                                                   |
| 04:25,85                                                                                   | Gulyás Klára                                                     | Bp. Spartacus                                                    | 1979. 08. 11.                                                    | Palma, Spanyolország                                             | Európa-kupa                                                      |                                                                  | [ 47 ] [ 48 ]                                                    |
| 04:25,13                                                                                   | Gulyás Klára                                                     | Bp. Spartacus                                                    | 1980. 06. 27.                                                    | Budapest, Magyarország                                           | magyar bajnokság                                                 |                                                                  | [ 103 ] [ 104 ]                                                  |
| 04:24,79                                                                                   | Fodor Ágnes                                                      | Eger SE                                                          | 1981. 08. 06.                                                    | Budapest, Magyarország                                           | magyar bajnokság                                                 | a selejtezőben                                                   | [ 105 ] [ 106 ]                                                  |
| 04:24,24                                                                                   | Fodor Ágnes                                                      | Eger SE                                                          | 1981. 08. 06.                                                    | Budapest, Magyarország                                           | magyar bajnokság                                                 | a döntőben                                                       | [ 105 ] [ 106 ]                                                  |
| 04:22,23                                                                                   | Orosz Andrea                                                     | Bp. Spartacus                                                    | 1981. 08. 16.                                                    | Volgográd, Szovjetunió                                           | Ifjúsági Barátság Verseny                                        | első hely                                                        | [ 105 ] [ 107 ]                                                  |
| 04:21,25                                                                                   | Orosz Andrea                                                     | Bp. Spartacus                                                    | 1982. 08. 15.                                                    | Budapest, Magyarország                                           | magyar bajnokság                                                 |                                                                  | [ 108 ] [ 109 ]                                                  |
| 04:18,17                                                                                   | Orosz Andrea                                                     | Bp. Spartacus                                                    | 1983. 06. 18.                                                    | Róma, Olaszország                                                | Settecoli                                                        |                                                                  | [ 110 ] [ 111 ]                                                  |
| 04:16,90                                                                                   | Orosz Andrea                                                     | Bp. Spartacus                                                    | 1983. 07. 10.                                                    | Budapest, Magyarország                                           | Budapest-bajnokság                                               |                                                                  | [ 110 ] [ 112 ]                                                  |
| 04:14,72                                                                                   | Orosz Andrea                                                     | Bp. Spartacus                                                    | 1983. 08. 24.                                                    | Róma, Olaszország                                                | Európa-bajnokság                                                 | ötödik hely                                                      | [ 110 ] [ 113 ]                                                  |
| 04:12,40                                                                                   | Orosz Andrea                                                     | Bp. Spartacus                                                    | 1985. 07. 11.                                                    | Budapest, Magyarország                                           | magyar bajnokság                                                 |                                                                  | [ 114 ] [ 115 ]                                                  |
| 04:12,12                                                                                   | Risztov Éva                                                      | Hódtáv SC                                                        | 2000. 07. 30.                                                    | Dunkerque, Franciaország                                         | Ifjúsági Európa-bajnokság                                        | első lett                                                        | [ 116 ]                                                          |
| 04:09,32                                                                                   | Risztov Éva                                                      | Bp. Spartacus                                                    | 2002. 06. 15.                                                    | Zágráb, Horvátország                                             | Arany Medve úszóverseny                                          |                                                                  | [ 117 ]                                                          |
| 04:07,24                                                                                   | Risztov Éva                                                      | Bp. Spartacus                                                    | 2002. 08. 04.                                                    | Berlin, Németország                                              | Európa-bajnokság                                                 | második lett                                                     | [ 118 ]                                                          |
| 04:07,24                                                                                   | Risztov Éva                                                      | Bp. Spartacus                                                    | 2003. 07. 20.                                                    | Barcelona, Spanyolország                                         | világbajnokság                                                   | második lett                                                     | [ 119 ]                                                          |
| 04:06,34                                                                                   | Kapás Boglárka                                                   | BVSC                                                             | 2013. 06. 28.                                                    | Debrecen, Magyarország                                           | magyar bajnokság                                                 |                                                                  | [ 120 ]                                                          |
| 04:05,61                                                                                   | Kapás Boglárka                                                   | BVSC                                                             | 2013. 07. 28.                                                    | Barcelona, Spanyolország                                         | világbajnokság                                                   | a selejtezőben                                                   | [ 121 ]                                                          |
| 04:05,51                                                                                   | Hosszú Katinka                                                   | Vasas SC                                                         | 2014. 06. 08.                                                    | Monte-Carlo, Monaco                                              | Mare Nostrum                                                     |                                                                  | [ 122 ]                                                          |
| 04:03,47                                                                                   | Kapás Boglárka                                                   | UTE                                                              | 2016. 05. 22.                                                    | London, Egyesült Királyság                                       | Európa-bajnokság                                                 | a döntőben                                                       | [ 123 ]                                                          |
| 04:02,37                                                                                   | Kapás Boglárka                                                   | UTE                                                              | 2016. 08. 07.                                                    | Rio de Janeiro, Brazília                                         | olimpiai játékok                                                 | a döntőben                                                       | [ 124 ]                                                          |
| 04:01,31                                                                                   | Késely Ajna                                                      | Kőbánya SC                                                       | 2019. 07. 21.                                                    | Kvangdzsu, Dél-Korea                                             | világbajnokság                                                   | a döntőben                                                       | [ 125 ]                                                          |

## Rövid pálya

### Férfiak
| A férfi 400 méteres gyorsúszás magyar csúcsai (25 méteres medence) | A férfi 400 méteres gyorsúszás magyar csúcsai (25 méteres medence) | A férfi 400 méteres gyorsúszás magyar csúcsai (25 méteres medence) | A férfi 400 méteres gyorsúszás magyar csúcsai (25 méteres medence) | A férfi 400 méteres gyorsúszás magyar csúcsai (25 méteres medence) | A férfi 400 méteres gyorsúszás magyar csúcsai (25 méteres medence) | A férfi 400 méteres gyorsúszás magyar csúcsai (25 méteres medence) | A férfi 400 méteres gyorsúszás magyar csúcsai (25 méteres medence) |
| Idő                                                                | Név                                                                | Egyesület                                                          | Dátum                                                              | Helyszín                                                           | Esemény                                                            | Megjegyzés                                                         | Forrás                                                             |
| ------------------------------------------------------------------ | ------------------------------------------------------------------ | ------------------------------------------------------------------ | ------------------------------------------------------------------ | ------------------------------------------------------------------ | ------------------------------------------------------------------ | ------------------------------------------------------------------ | ------------------------------------------------------------------ |
| 3:52,72                                                            | Szilágyi Zoltán                                                    | Bp. Honvéd                                                         | ?                                                                  |                                                                    |                                                                    |                                                                    | [ 126 ]                                                            |
| 3:48,06                                                            | Szilágyi Zoltán                                                    | Bp. Honvéd                                                         | 1986. 12. 13.                                                      | Malmö, Svédország                                                  | Európa kupa                                                        |                                                                    | [ 127 ]                                                            |
| ?                                                                  |                                                                    |                                                                    |                                                                    |                                                                    |                                                                    |                                                                    |                                                                    |
| 3:47,01                                                            | Szabados Béla                                                      | Ferencvárosi TC                                                    | 2000. 02. 12.                                                      | Párizs, Franciaország                                              | világkupa                                                          |                                                                    |                                                                    |
| 3:44,19                                                            | Cseh László                                                        | Kőbánya SC                                                         | 2005. 11. 13.                                                      | Hódmezővásárhely, Magyarország                                     | magyar bajnokság                                                   |                                                                    | [ 128 ]                                                            |
| 3:43,18                                                            | Kis Gergő                                                          | RÁJA`94 UK                                                         | 2006. 11. 10.                                                      | Debrecen, Magyarország                                             | magyar bajnokság                                                   |                                                                    | [ 129 ]                                                            |
| 3:40,69                                                            | Cseh László                                                        | Kőbánya SC                                                         | 2007. 11. 16.                                                      | Debrecen, Magyarország                                             | magyar bajnokság                                                   |                                                                    | [ 130 ]                                                            |
| 3:39,52                                                            | Kis Gergő                                                          | RÁJA`94 UK                                                         | 2007. 12. 13.                                                      | Debrecen, Magyarország                                             | Európa-bajnokság                                                   | harmadik hely                                                      | [ 131 ]                                                            |
| 3:37,34                                                            | Bernek Péter                                                       | Kőbánya SC                                                         | 2014. 12. 05.                                                      | Doha, Katar                                                        | világbajnokság                                                     | a selejtezőben                                                     | [ 132 ]                                                            |
| 3:34,32                                                            | Bernek Péter                                                       | Kőbánya SC                                                         | 2014. 12. 05.                                                      | Doha, Katar                                                        | világbajnokság                                                     | világbajnok lett                                                   | [ 133 ]                                                            |

### Nők
| A női 400 méteres gyorsúszás magyar csúcsai (25 méteres medence) | A női 400 méteres gyorsúszás magyar csúcsai (25 méteres medence) | A női 400 méteres gyorsúszás magyar csúcsai (25 méteres medence) | A női 400 méteres gyorsúszás magyar csúcsai (25 méteres medence) | A női 400 méteres gyorsúszás magyar csúcsai (25 méteres medence) | A női 400 méteres gyorsúszás magyar csúcsai (25 méteres medence) | A női 400 méteres gyorsúszás magyar csúcsai (25 méteres medence) | A női 400 méteres gyorsúszás magyar csúcsai (25 méteres medence) |
| Idő                                                              | Név                                                              | Egyesület                                                        | Dátum                                                            | Helyszín                                                         | Esemény                                                          | Megjegyzés                                                       | Forrás                                                           |
| ---------------------------------------------------------------- | ---------------------------------------------------------------- | ---------------------------------------------------------------- | ---------------------------------------------------------------- | ---------------------------------------------------------------- | ---------------------------------------------------------------- | ---------------------------------------------------------------- | ---------------------------------------------------------------- |
| 4:14,50                                                          | Orosz Edit                                                       | Bp. Spartacus                                                    |                                                                  |                                                                  |                                                                  |                                                                  | [ 126 ]                                                          |
| ?                                                                |                                                                  |                                                                  |                                                                  |                                                                  |                                                                  |                                                                  |                                                                  |
| 4:07,06                                                          | Risztov Éva                                                      | Bp. Spartacus                                                    | 2002. 12. 14.                                                    | Riesa, Németország                                               | Európa-bajnokság                                                 | a selejtezőben                                                   |                                                                  |
| 4:01,95                                                          | Risztov Éva                                                      | Bp. Spartacus                                                    | 2002. 12. 14.                                                    | Riesa, Németország                                               | Európa-bajnokság                                                 | megnyerte a döntőt                                               | [ 134 ]                                                          |
| 4:01,66                                                          | Mutina Ágnes                                                     | A Jövő SC                                                        | 2008. 12. 13.                                                    | Fiume, Horvátország                                              | Európa-bajnokság                                                 | a selejtezőben                                                   | [ 135 ]                                                          |
| 4:01,22                                                          | Verrasztó Evelyn                                                 | A Jövő SC                                                        | 2009. 11. 15.                                                    | Százhalombatta, Magyarország                                     | magyar bajnokság                                                 | a selejtezőben                                                   | [ 136 ]                                                          |
| 3:59,68                                                          | Verrasztó Evelyn                                                 | A Jövő SC                                                        | 2009. 11. 15.                                                    | Százhalombatta, Magyarország                                     | magyar bajnokság                                                 | a döntőben                                                       | [ 137 ]                                                          |
| 3:58,84                                                          | Hosszú Katinka                                                   | Vasas SC                                                         | 2015. 12. 06.                                                    | Netánja, Izrael                                                  | Európa-bajnokság                                                 | ezüstérmet ért                                                   | [ 138 ]                                                          |
| 3:58,15                                                          | Kapás Boglárka                                                   | Újpesti TE                                                       | 2017. 12. 17.                                                    | Koppenhága, Dánia                                                | Európa-bajnokság                                                 | aranyérmet ért                                                   | [ 139 ]                                                          |